# Johanna Uribe Vélez
Johanna Uribe Vélez (nacida el 15 de noviembre de 1981 en Medellín, Antioquia) es una modelo, presentadora de televisión y actriz colombiana.

## Carrera
Johanna nació en la ciudad de Medellín, Antioquia. Estudió fisioterapia en la Universidad María Cano y ejerció esta profesión durante un año. Luego inició su carrera en el modelaje, haciendo parte de campañas publicitarias para marcas como Sony, Bellsouth, Ferrari y Coca-Cola.
Hizo parte de las "Chicas Águila", grupo de modelos que representan a nivel nacional a la reconocida cervecería Bavaria. Hizo parte de series televisivas como El Elegido, interpretando a Paulette Mainero en 2007, y tuvo breves apariciones en las producciones Tiempo Final y Mujeres Asesinas. Fue presentadora del programa de variedades Sweet.

## Filmografía
- El Elegido (2007)
- Cámara Café (2008)
- Mujeres Asesinas (2005-2008)
- Tiempo Final (2008)
- Sin Senos No Hay Paraíso (2008-2009) - Valentina Roldán
- Sin Tetas No Hay Paraíso (2010) - Marcela Ahumada
- La granja (Colombia) (2010-2011)
- Pobres Rico (2012)